# Bagaladi
Bagaladi est une commune italienne de la province de Reggio de Calabre dans la région Calabre.

## Administration
| Période                                  | Période | Identité | Étiquette | Qualité |
| ---------------------------------------- | ------- | -------- | --------- | ------- |
|                                          |         |          |           |         |
| Les données manquantes sont à compléter. |         |          |           |         |

### Hameaux
Ielasi, Embrisi et Gornelle.

### Communes limitrophes
Cardeto, Montebello Ionico, Roccaforte del Greco, San Lorenzo (Italie)